# ポッジョ・カティーノ
ポッジョ・カティーノ（伊: Poggio Catino）は、イタリア共和国ラツィオ州リエーティ県にある、人口約1,300人の基礎自治体（コムーネ）。

## 地理

### 位置・広がり
リエーティ県のコムーネ。県都リエーティから南西へ18kmの距離にある。

#### 隣接コムーネ
隣接するコムーネは以下の通り。
- カンタルーポ・イン・サビーナ
- フォラーノ
- ポッジョ・ミルテート
- ロッカンティーカ
- サリザーノ

### 気候分類・地震分類
ポッジョ・カティーノにおけるイタリアの気候分類 (it) および度日は、zona D, 2069 GGである。
また、イタリアの地震リスク階級 (it) では、zona 2B (sismicità media) に分類される。